# Mezinárodní letiště Rhodos
Mezinárodní letiště Rhodos „Diagoras“ (IATA: RHO, ICAO: LGRP) se nachází na západní straně ostrova Rhodos v Řecku, asi 14 km jihozápadně od hlavního města Rhodos. V roce 2023 bylo letiště čtvrtým nejvytíženějším v Řecku, přičemž jej využilo 6 142 813 cestujících.

## Historie
Civilní letectví na Rhodosu začalo po druhé světové válce na místě nedalekého vojenského letiště Rhodos Maritsa.
Letiště Rhodos Maritsa bylo hlavním letištěm ostrova až do roku 1977, kdy bylo otevřeno nové mezinárodní letiště Rhodos. Potřeba nového letiště byla velká, protože „staré“ letiště Maritsa neodpovídalo potřebám moderního civilního letiště. Nové letiště „Diagoras“ bylo postaveno v roce 1977, bylo rozhodnuto, že na tomto místě bude lépe vyhovovat potřebám ostrova.
Na novém letišti byla provedena vylepšení, například rozšíření pojezdových drah, terminálů a letištních budov.
Dne 21. září 2015 bylo letiště Rhodos na 14 hodin uzavřeno poté, co se na přistávací dráze objevil „závrt“. Lety byly přesměrovány na okolní letiště, jako jsou Atény, Kos a Heraklion. Dráha byla opravena a znovu otevřena až následující den.
V prosinci 2015 byla dokončena privatizace mezinárodního letiště Rhodos a dalších 13 řeckých regionálních letišť podpisem dohody mezi podnikem Fraport AG/Copelouzos Group a státním privatizačním fondem. „Dnes jsme podepsali dohodu,“ řekl agentuře Reuters šéf řecké privatizační agentury HRADF Stergios Pitsiorlas. Podle dohody bude podnik provozovat 14 letišť (včetně mezinárodního letiště Rhodos) po dobu 40 let.

## Popis

### Terminál
Terminál letiště Rhodos jsou dvě samostatné budovy se spojenou chodbou uprostřed. Odlety jsou obsluhovány jak v přízemí (odbavení, odbavení zavazadel), tak v prvním patře (kontrola cestujících, brány, obchody), zatímco přílety jsou obsluhovány pouze v jižním rohu přízemí, kde funguje pasová kontrola, celní kontrola a výdej zavazadel. Letiště nemá nástupní mosty, takže pro nástup a výstup je nutné použít autobusy.
Na letišti se nacházejí také všechny potřebné služby, jako je policejní stanice, lékařská klinika, kanceláře leteckých společností, cestovních kanceláří a handlingových pracovníků, autopůjčovny, VIP haly, bezcelní obchody, kavárny a restaurace.

### Vzletová a přistávací dráha
Jediná dráha letiště má směr 065/245 stupňů (označená jako 06/24), délku 3 305 metrů a šířku 60 metrů. Vzletovou a přistávací dráhu s odbavovací plochou spojují dvě pojezdové dráhy a čtyři pojezdové spojky. Odbavovací plocha s konfigurací pushback může pojmout až 20 letadel referenční kategorie ICAO C nebo menších, a to současně. Tři parkovací místa letadel jsou vybaveny systémem MARS (Multiple Apron Ramp System) a mohou pojmout větší letadla kategorie D a E, například Airbus A330, A340, A350 a Boeing 747, 757, 767, 777 a 787. K dispozici je malá odbavovací plocha pro všeobecné letectví se třemi vyhrazenými místy pro malá vrtulová nebo proudová letadla.